# V469 Возничего
V469 Возничего (лат. V469 Aurigae) — одиночная переменная звезда в созвездии Возничего на расстоянии (вычисленном из значения параллакса) приблизительно 6549 световых лет (около 2008 парсеков) от Солнца. Видимая звёздная величина звезды — от +18,8m до +16,1m.

## Характеристики
V469 Возничего — красная углеродная пульсирующая медленная неправильная переменная звезда (LB:) спектрального класса C. Эффективная температура — около 3292 K.